# Jack Straus
Jack Straus (16 juni 1930 – Los Angeles, 17 augustus 1988) was een Amerikaans professioneel pokerspeler.
Straus begon met pokeren in de WSOP events van begin jaren 70. Straus eindigde op de vierde plaats tijdens het Main Event van de World Series of Poker 1972. In 1973 won hij zijn eerste bracelet door het $3,000 Deuce to Seven Draw-event te winnen. In datzelfde jaar werd hij derde tijdens het Main Event van de WSOP. Hij won het Main Event van de World Series of Poker 1982, wat hem 520.000 dollar en een tweede bracelet opleverde. De finaletafels die hij heeft bereikt (1972, 1973 en 1982) tijdens de Main Events zetten hem bij een kleine groep spelers die de finaletafel drie of meer keer hebben bereikt. Andere spelers die dit hebben bereikt, zijn onder anderen Johnny Moss, Doyle Brunson, Stu Ungar, Johnny Chan en Dan Harrington.
In totaal heeft Straus in live-toernooien meer dan 700.000 dollar bij elkaar gewonnen.

## Gewonnen bracelets
| Jaar | Toernooi                                    | Prijs (US$) |
| ---- | ------------------------------------------- | ----------- |
| 1973 | $3,000 Deuce to Seven Draw                  | $16.500     |
| 1982 | $10,000 No Limit Hold'em World Championship | $520.000    |

Moss (3) · Slim · Pearson · Roberts · Brunson (2) · Baldwin · Fowler · Ungar (3) · Straus · McEvoy · Keller · Smith · Johnston · Chan (2) · Hellmuth · Matloubi · Daugherty · Dastmalchi · Bechtel · Hamilton · Harrington · Seed · Nguyen · Furlong · Ferguson · Mortensen · Varkonyi · Moneymaker · Raymer · Hachem · Gold · Yang · Eastgate · Cada · Duhamel · Heinz · Merson · Riess · Jacobson · McKeehen · Nguyen · Blumstein · Cynn · Ensan · Salas · Aldemir · Jørstad  · Weinman · Tamayo